# Miha Golob (nogometaš)
Miha Golob, slovenski nogometaš in trener, * 9. december 1980.
Golob je nekdanji profesionalni nogometaš, ki je igral na položaju obrambnega vezista ali branilca. V svoji karieri je igral za slovenska kluba Rudar Velenje in Maribor, hrvaški Dinamo Zagreb, ciprska AEL Limassol in Aris Limassol ter avstrijske SV Wildon, TUS Kirchbach in USV Murfeld Süd. Skupno je v prvi slovenski ligi odigral 200 tekem in dosegel tri gole. Bil je tudi član slovenske reprezentance do 16, 17, 18, 20 in 21 let.